# Boban Stanković
Boban Stanković (Prokuplje, 1975) srpski je istaknuti estradni umetnik-instrumentalista i nekadašnji urednik diskografske kuće Diskos i urednik muzičkog programa RTV Priština sa sedištem u Prokuplju.

## Biografija
Rođen je 13. februara 1975. godine u Prokuplju. Osnovnu i srednju školu je završio u Prokuplju, a dalji tok obrazovanja nastavio u Beogradu, gde se na odseku za estradno sviranje i umetničku delatnost uči profesionalnom sviranju harmonike. U rodnom gradu je više puta učestvovao na brojnim manifestacijama i takmičenjima, a kao dete osvajao prva mesta na školskim takmičenjima. Tako je sa svojih sedam godina osvojio prvo mesto na takmičenju gradskih osnovnih škola, za odsviranu kompozociju na harmonici. Prepoznatljivost je sticao putem lokalnih medija centralne i južne Srbije, zbog čega je rano počeo da gradi svoju profesionalnu karijeru. Sa deset godina učestvovao je na večeri pionira na Međunarodnom festivalu Prva harmonika Sokobanje nekada Prva harmonika Jugoslavije. Par godina kasnije, usavršavao je sviranje kod srpskog harmonikaša Mirka Kodića kod koga se zadržava tri godine.
Učestvovao na brojnim koncertima na kojima je Kodić bio gost, a saradnju je ostvario sa mnogobrojnim estradnim umetnicima kao što su Mira Škorić, Branka Sovrlić, Šeki Turković, Dobrivoje Topalović, Vera Matović, Ana Bekuta, Srećko Šušić i drugi. Dobijao je pozive za saradnju od violiniste Žarka Milanovića da se priključi školi i ansamblu Ivo Lola Ribar u Beogradu, kao i Mire Vasiljević i njenog Đeradana.
U Srpskom Narodnom pozorištu 1995. godine predstavio je svoj rad na velikom koncertu najlepših pesama, u saradnji sa narodnim orkestrom Radio Televizije Novi Sad pod upravom Miće Jankovića.
U diskografskoj kući Diskos 1996. godine postaje muzički urednik, dok popularnost stiče pojavljivanjima u emisijama Pink televizije i Radio Televizije Srbije. Učestvovao u emisijama Cune i prijatelji kada je sa narodnim orkestrom RTS pod upravom Ljubiše Pavkovića izvodio kola. U okviru kulturnog leta gostovao je na koncertu narodne muzike na beogradskom stadionu Tašmajdan.
U karijeri je organizovao dva velika humanitarna koncerta na stadionu Topličanin u Prokuplju gde se okupilo više od 10 000 ljudi.
Od 1994. godine je član Saveza estradnih umetnika Srbije i Jugoslavije.

## Diskografija
Godine 1991. Boban objavljuje svojih 10 numera za poznatu jugoslovensku diskografsku kuću Diskos. Drugi album sa svojim numerama - kolima Hit kola Bobana Stankovića objavljuje 1995. godine za izdavačku beogradsku kuću Jugodisk. Materijal sa postojećim pesmama je ubrzo reizdao za Diskos, a potom je za Diskos objavio još jednu komplilaciju svojih 18 numera.

## Nagrade i priznanja
- Car Konstantin (plaketa i statueta) u kategoriji Prva harmonika Jugoslavije, u Nišu 1985. godine,
- Zlatna harmonika Srbije, specijalno priznanje za izuzetno zalaganje i veliki doprinos u radu Antena radija iz Novog Sada,
- Priznanje Najbolji orkestar Bobana Stankovića, dodeljuje Muzički radio Moravac na lozovičkom moravskom poselu, 2006. godinе,
- Muzička estradna godišnja nagrada, plaketa za uspešan rad na estradi dodeljuje Muzički centar Niš, 2012. godinе,
- Priznanje za najboljeg instrumentalistu na harmonici, na Velikogospoinskim danima - Stanišinci na planini Goč, 2017. godinе,
- Diploma o statusu umetnika Srbije u muzičkoj delatnosti u kategoriji umetnik - muzičar instrumentalista po odluci Saveza estradno - muzičkih umetnika Srbije, 2018. godinе.[2]

## Spoljašnje veze
- „Boban Stanković - Šmeker kolo”. You Tube. Приступљено 12. 01. 2019.
- „Boban Stankovic - Zupljanka kolo”. You Tube. Приступљено 12. 01. 2019.